# 多田圭佑
多田 圭佑（ただ けいすけ、2002年9月27日 - ）は、茨城県日立市出身のプロサッカー選手。Jリーグ・水戸ホーリーホック所属。ポジションはフォワード（FW）。

## 来歴
水戸ホーリーホックのホームタウンの一つである日立市出身だが水戸の下部組織出身ではない。高校は栃木県の矢板中央高校へ進学し、その後立正大学へ進学した。
立正大学在籍時の2024年5月に、2025年から水戸ホーリーホックへの加入が内定した。

## 所属クラブ
- 坂本サッカースポーツ少年団
- 日立市立坂本中学校
- 2018年 - 2020年 矢板中央高校
- 2021年 - 2024年 立正大学
- 2025年 -  水戸ホーリーホック

## 個人成績
| 国内大会個人成績 | 国内大会個人成績 | 国内大会個人成績 | 国内大会個人成績 | 国内大会個人成績             | 国内大会個人成績 | 国内大会個人成績 | 国内大会個人成績 | 国内大会個人成績 | 国内大会個人成績 | 国内大会個人成績 | 国内大会個人成績 |
| 年度             | クラブ           | 背番号           | リーグ           | リーグ戦                     | リーグ戦         | リーグ杯         | リーグ杯         | オープン杯       | オープン杯       | 期間通算         | 期間通算         |
| 年度             | クラブ           | 背番号           | リーグ           | 出場                         | 得点             | 出場             | 得点             | 出場             | 得点             | 出場             | 得点             |
| 日本             | 日本             | 日本             | 日本             | リーグ戦                     | リーグ戦         | リーグ杯         | リーグ杯         | 天皇杯           | 天皇杯           | 期間通算         | 期間通算         |
| ---------------- | ---------------- | ---------------- | ---------------- | ---------------------------- | ---------------- | ---------------- | ---------------- | ---------------- | ---------------- | ---------------- | ---------------- |
| 2025             | 水戸             | 25               | J2               |                              |                  |                  |                  |                  |                  |                  |                  |
| 通算             | 日本             | 日本             | J2               | \|\|\|\|\|\|\|\|\|\|\|\|\|\| |                  |                  |                  |                  |                  |                  |                  |
| 総通算           | 総通算           | 総通算           | 総通算           | \|\|\|\|\|\|\|\|\|\|\|\|\|\| |                  |                  |                  |                  |                  |                  |                  |

出場歴
- Jリーグ初出場 - 2025年2月15日 J2第1節 ジュビロ磐田戦 (ヤマハスタジアム)